# Encyclia tuerckheimii
Encyclia tuerckheimii är en orkidéart som beskrevs av Rudolf Schlechter. Encyclia tuerckheimii ingår i släktet Encyclia och familjen orkidéer. Inga underarter finns listade i Catalogue of Life.